# Stand Watie
Stand Watie (12 décembre 1806 – 9 septembre 1871) (également connu sous les noms de Degataga : « inébranlable » et d’Isaac S. Watie) est un chef de la nation cherokee et un général de brigade de l’armée des États confédérés d'Amérique durant la guerre de Sécession. Il commanda la cavalerie amérindienne, essentiellement composée de Cherokees, de Creeks et de Séminoles.

## Biographie

### Jeunes années
Stand Watie naquit près de Rome en Géorgie le 12 décembre 1806 d'Oo-watie (David Uwatie) qui était entièrement cherokee et Susanna Reese qui était une métisse blanche et cherokee. Son nom cherokee était De-Ga-Ta-Ga, soit « Celui qui se tient fermement debout »,. Il fut baptisé dans l'Église morave sous le nom d'Isaac S. Uwatie, puis combinant ces noms, se fit ultérieurement appeler Stand Watie. Il était le frère de Gallegina « Buck » Watie (plus connu sous le nom d’Elias Boudinot). Les deux frères étaient également les neveux du Major Ridge, et par conséquent, les cousins de John Ridge.
Les frères Watie étaient favorables à la politique du « transfert indien », qui impliquait le transfert des Cherokees vers l’Oklahoma, et étaient membres du parti Ridge (nommé ainsi d’après sa principale figure, le major Ridge), dit aussi parti du traité, qui signa le traité de New Echota le 29 décembre 1835. Les opposants au transfert, regroupés autour de John Ross, chef de la nation cherokee, estimaient le traité en violation de l’opinion majoritaire au sein de la tribu, parce qu’aucun des signataires n’avait été élu et qu’ils ne pouvaient prétendre représenter la nation cherokee. En conséquence, John Ross et ses partisans refusèrent d’entériner ce traité.
Stand Watie, sa famille et de nombreux autres Cherokees migrèrent vers l’ouest. Les Cherokees et leurs esclaves qui étaient restés sur leurs terres tribales de l’Est furent contraints à émigrer par le gouvernement des États-Unis en 1838, déportation connue sous le nom de piste des Larmes, au cours de laquelle moururent des centaines de Cherokees. Selon la loi cherokee, la vente des terres tribales était punie de mort. Le parti Ross en rendit responsables les frères Watie et la famille Ridge ; sur les quatre hommes ainsi pointés du doigt, seul Stand Watie en réchappa vivant.
Stand Watie était propriétaire d’environ 1 600 esclaves. Il acquit et fit fructifier une plantation à Spavinaw Creek, dans le Territoire indien. Il fut membre, de 1845 à 1861, du Conseil cherokee, dont il fut même un temps président.

### Au service de la Confédération

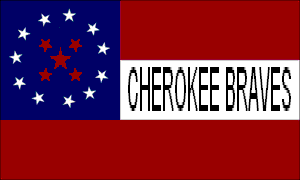
Drapeau de la cavalerie cherokee sous les ordres de Stand Watie.

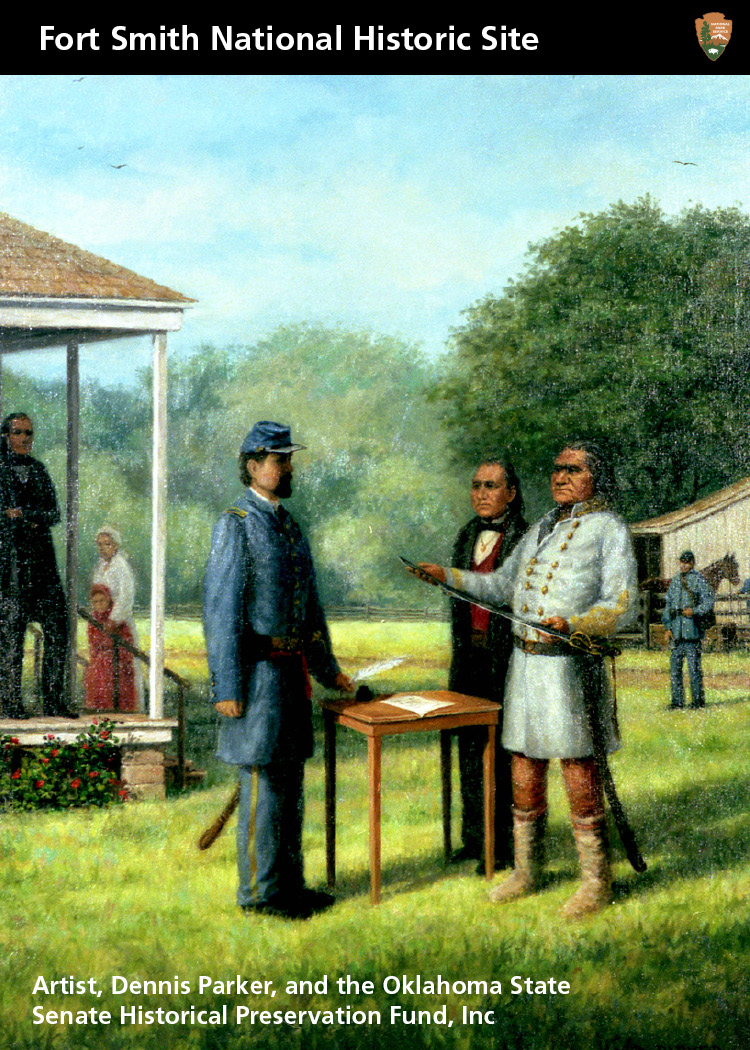
Une carte commémorant la reddition de Stand Watie.

Stand Watie fut le seul Amérindien des États-Unis à atteindre le grade de général de brigade (ou brigadier general selon la terminologie militaire en vigueur dans les armées américaines) dans l'une ou l'autre des deux armées alors en conflit.
Après que le chef John Ross et le Conseil Cherokee, qui avaient d’abord proclamé la neutralité des Cherokees dans le conflit, eurent décidé de soutenir la cause des États confédérés d’Amérique par crainte de diviser la nation cherokee, Watie décida de lever un régiment de cavalerie. En octobre 1861, il reçut le grade de colonel du First Cherokee Mounted Rifles.
Bien qu’il combattît officiellement les troupes fédérales, Watie usa aussi de son commandement pour s’impliquer dans des luttes internes aux Cherokees, et se retourner de la même façon contre des Creeks, des Séminoles et d’autres qui avaient choisi de soutenir l’Union. Il participa ainsi à la campagne du Trail of Blood on Ice en décembre 1861. Watie est surtout connu pour son rôle dans la bataille de Pea Ridge, en Arkansas, qui se tint du 6 au 8 mars 1862 et s’acheva sur une victoire de l’Union. Les troupes de Watie y prirent les positions de l’artillerie des fédéraux, réussissant par ce fait à couvrir la retraite de l’armée confédérée du champ de bataille.
Bien que le soutien cherokee à la Confédération se fût émoussé, Watie resta à la tête de ce qui restait de ses troupes. Il fut promu au grade de général de brigade par le général Samuel Bell Maxey, et se vit confier le commandement de deux régiments de cavalerie ainsi que de trois bataillons d’infanterie composés de Cherokees, de Séminoles et d’Osages. Ces soldats étaient basés au sud de la Canadian River, qu’ils traversaient régulièrement pour mener des incursions au sein du territoire de l’Union. Ils combattirent dans nombre de batailles et d’escarmouches dans l’ouest du territoire confédéré, notamment sur le Territoire indien, l’Arkansas, le Missouri, le Kansas et le Texas. Les forces de Stand Watie sont réputées avoir davantage été engagées à l’ouest du Mississippi que toute autre unité.
Le 15 juin 1864, il parvient à s'emparer d'un bateau à vapeur de l'Union, et en septembre 1864 à voler pour 1,5 million de dollars de marchandises dans un train.
Il est promu brigadier general en 1864 à la suite de ses nombreuses actions militaires.
Le 23 juin 1865, à Fort Townson, dans le secteur choctaw du territoire de l’Oklahoma, Watie signa un accord de cessez-le-feu avec des envoyés de l’Union, devenant ainsi le dernier général confédéré à rendre les armes,.

### Dirigeant des Cherokees du Sud
En 1862, pendant la guerre, Stand Watie fut élu principal chef de la « nation des Cherokees du sud ». En tant que dirigeant de cette nation des Cherokees du sud (qui émigra après la guerre au Kentucky), il fit partie en 1866 de la délégation participant aux négociations devant mener au Cherokee Reconstruction Treaty (« traité de la reconstruction cherokee ») et amorça des efforts pour reconstituer les terres tribales.
Stand Watie et son neveu, Elias Cornelius Boudinot, furent arrêtés pour refus de payer leurs impôts sur les revenus qu’ils tiraient d’une manufacture de tabac. Les deux hommes se constituèrent plaignants dans le procès qui suivit : le Cherokee Tobacco Case (« procès du tabac cherokee ») de 1870, qui battit en brèche le statut tribal d’exemption de taxes accordé par le traité de 1866. Ce jugement amena le Congrès des États-Unis, à Washington, à gêner la conclusion de nouveaux traités avec les tribus indiennes, réservant la politique indienne aux lois votées par le Congrès ou aux décisions de l’exécutif. Après sa mort, son cousin James S. Martin emmena la nation des Cherokees du Sud jusqu’au Kentucky.
Stand Watie fut marié quatre fois, dont trois avant le transfert vers l’ouest. Il épousa en 1843 sa quatrième femme, Sarah Caroline Bell, qui lui donna cinq enfants. 
À la fin de sa vie, il se retire à Honey Creek où il poursuit son activité de planteur et d'homme d'affaires. Il œuvre également à transmettre les contes et légendes cherokees. Il meurt le 9 septembre 1871,. Il est enterré au cimetière de Polson dans l’Oklahoma, au sud-ouest du Missouri.